# Міжнародна психоаналітична асоціація
Міжнародна психоаналітична асоціація (англ. International Psychoanalytical Association (IPA)) — міжнародна асоціація, що налічує приблизно 70 установчих організацій і включає 12 000 психоаналітиків як членів, є «основним регулятивним та акредитаційним органом для психоаналізу у світі». Асоціація була заснована 30 березня 1910 року в Нюрнберзі Зигмундом Фрейдом та іншими співробітниками за ідеєю, запропонованою Шандором Ференці. Її першим президентом був Карл Густав Юнг, а першим секретарем — Отто Ранк.
Місія асоціації полягає в підтвердженні наукової природи психоаналізу та серйозності його сподвижників, розвитку поширення фрейдистського психоаналізу виключно на благо пацієнтів. Всередині відбуваються різноманітні дебати та кожні два роки проводиться тематичний конгрес.

## Товариства і регіональні асоціації
Існує регіональна організація для кожного з 3 регіонів IPA:
- В Європі — Європейська психоаналітична федерація (або EPF), до якої також входять Австралія, Індія, Ізраїль, Ліван, Південна Африка та Туреччина;

IPA зареєстровано в Англії, де це компанія з обмеженою відповідальністю, а також зареєстрована благодійна організація. Її адміністративні офіси знаходяться в центрі Лондона.
- В Латинській Америці — Федерація психоаналітичних товариств Латинської Америки (або FEPAL);
- В Північній Америці — Північноамериканська психоаналітична конфедерація (або NAPSAC), до якої також входять Японія та Корея.

Кожен із цих трьох органів складається з установчих організацій і дослідницьких груп, які є частиною регіону IPA. IPA має тісні робочі відносини з кожною з цих незалежних організацій, але вони офіційно чи юридично не є частиною IPA.

### Регіональні організації IPA
Регіональні організації IPA у порядку розміру:
- Європейська психоаналітична федерація — EPF
- Федерація психоаналітичних товариств Латинської Америки — FEPAL
- Північноамериканська психоаналітична конфедерація — NAPSaC
- Бразильська федерація психоаналізу
- Конфедерація незалежних психоаналітичних товариств

### Союзні центри API
- Корейський психоаналітичний союзний центр
- Центр вивчення психоаналізу в Китаї
- Тайванський центр розвитку психоаналізу
- Центр психоаналітичних досліджень Панами

### Організації, що входять до складу API
API розділено на три географічні регіони:
- Європа (включаючи Австралію, Індію та Ізраїль)
- Латинська Америка
- Північна Америка (Канада і США, Японія)

установчі організації:
- Аргентинська психоаналітична асоціація
- Аргентинське психоаналітичне товариство
- Австралійське психоаналітичне товариство
- Бельгійське психоаналітичне товариство
- Белградське психоаналітичне товариство
- Психоаналітичне товариство Бразиліа
- Бразильське психоаналітичне товариство Ріо-де-Жанейро
- Бразильське психоаналітичне товариство Сан-Паулу
- Бразильське психоаналітичне товариство Порту-Алегрі
- Бразильське психоаналітичне товариство Рібейран-Прету
- Британська психоаналітична асоціація
- Британське психоаналітичне товариство
- Буенос-Айресська психоаналітична асоціація
- Канадське психоаналітичне товариство
- Каракасське психоаналітичне товариство
- Чилійська психоаналітична асоціація
- Колумбійська психоаналітична асоціація
- Колумбійське психоаналітичне товариство
- Сучасне фрейдистське суспільство
- Кордовське психоаналітичне товариство
- Чеське психоаналітичне товариство
- Датське психоаналітичне товариство
- Голландська психоаналітична асоціація
- Голландська психоаналітична група
- Голландське психоаналітичне товариство
- Фінське психоаналітичне товариство
- Французька психоаналітична асоціація
- Фрейдистське психоаналітичне товариство Колумбії
- Німецька психоаналітична асоціація
- Німецьке психоаналітичне товариство
- Грецьке психоаналітичне товариство
- Угорське психоаналітичне товариство
- Індійське психоаналітичне товариство
- Інститут психоаналітичного навчання та досліджень
- Ізраїльське психоаналітичне товариство
- Італійська психоаналітична асоціація
- Італійське психоаналітичне товариство
- Японське психоаналітичне товариство
- Лос-Анджелеський інститут і Товариство психоаналітичних досліджень
- Мадридська психоаналітична асоціація
- Психоаналітичне товариство Мату-Гросу-ду-Сул
- Психоаналітичне товариство Мендоси
- Мексиканська асоціація психоаналітичної практики, навчання та досліджень
- Мексиканська психоаналітична асоціація
- Монтеррейська психоаналітична асоціація
- Північно-західне психоаналітичне товариство
- Норвезьке психоаналітичне товариство
- Паризьке психоаналітичне товариство
- Психоаналітичне товариство Пелотас
- Перуанське психоаналітичне товариство
- Польське психоаналітичне товариство
- Психоаналітичне товариство Порту-Алегрі
- Португальське психоаналітичне товариство
- Психоаналітичний центр Каліфорнії
- Психоаналітичний інститут Північної Каліфорнії
- Психоаналітичне товариство Мексики
- Психоаналітична асоціація штату Ріо-де-Жанейро
- Психоаналітичне товариство Ресіфі
- Психоаналітичне товариство Ріо-де-Жанейро
- Психоаналітична асоціація Росаріо
- Іспанське психоаналітичне товариство
- Шведська психоаналітична асоціація
- Швейцарське психоаналітичне товариство
- Уругвайська психоаналітична асоціація
- Венесуельська психоаналітична асоціація
- Віденське психоаналітичне товариство

### Регіональні асоціації IPA
- APsaA
- FEPAL Психоаналітична федерація Латинської Америки

### API Study Groups
- Кампінасська психоаналітична дослідницька група
- Центр психоаналітичної освіти та досліджень
- Хорватська психоаналітична дослідницька група
- Психоаналітична група Форталеза
- Психоаналітичне ядро Гоянія
- Корейська психоаналітична дослідницька група
- Психоаналітична дослідницька група Латвії та Естонії
- Ліванська асоціація розвитку психоаналізу
- Психоаналітична дослідницька група Мінас-Жерайс
- Португальське ядро психоаналізу
- Психоаналітична асоціація Успенського С.Г
- Південноафриканська психоаналітична асоціація
- Дослідницька група Туреччини: Psike Istanbul
- Турецька психоаналітична група
- Вермонтська психоаналітична дослідницька група
- Вільнюське товариство психоаналітиків

### Тимчасові товариства IPA
- Психоаналітична асоціація Гвадалахари (тимчасове товариство)
- Московське психоаналітичне товариство (Тимчасове товариство)
- Психоаналітичне товариство досліджень і навчання (тимчасове товариство)
- Румунське товариство психоаналізу (тимчасове товариство)
- Віденська психоаналітична асоціація

## Президенти Міжнародного психоаналітичного товариства
- 1910–1914: Карл Густав Юнг
- 1914–1918: Карл Абрахам
- 1918–1919: Шандор Ференці
- 1920–1924: Ернест Джонс
- 1924–1925: Карл Абрахам
- 1925–1934: Макс Ейтінґон
- 1934–1949: Ернест Джонс
- 1949–1951: Лео Бартемаєр
- 1951–1957: Хайнц Гартманн
- 1957–1961: Вільям Х. Гіллеспі
- 1961–1964: Максвел Гітельсон
- 1965–1969: Піт Дж. ван дер Леу
- 1969–1973: Лео Рангелл
- 1973–1977: Серж Лебовичі
- 1977–1981: Едвард Д. Джозеф
- 1981–1985: Адам Ліментані
- 1985–1989: Роберт С. Валлерстайн
- 1989–1993: Джозеф Сендлер
- 1993–1997: Р. Орасіо Етчегоєн
- 1997–2001: Отто Ф. Кернберг
- 2001–2005: Даніель Вільдльохер
- 2005–2009: Клаудіо Лакс Ейзірік
- 2009–2013: Чарльз М. Т. Хенлі
- з 2013: Стефано Болоньїні